# Sainte-Luce (Martynika)
Sainte-Luce – miasto na Martynice (departament zamorski Francji), na południowym wybrzeżu wyspy. Według danych szacunkowych na rok 2008 liczy 10 004 mieszkańców. 
Sainte-Luce jest ośrodkiem rybołówstwa i produkcji rumu (tutejsza destylarnia Trois-Rivères Distillerie udostępniona jest zwiedzającym). W mieście działa również kilka hoteli i pensjonatów dla turystów. 
Transport zapewniają taksówki zbiorowe.